# Trans-Atlantische rederij
Een trans-Atlantische rederij verzorgt vervoersdiensten met passagiersschepen over de Atlantische Oceaan tussen Europa en Amerika, de zogenaamde trans-Atlantische route. Binnen dit vaargebied waren er rederijen die zich specialiseerden op de Noord-Atlantische route (van Europa naar Canada en de Verenigde Staten) en op de Zuid-Atlantische route (van Europa naar Midden-Amerika en Zuid-Amerika). De schepen die mede op deze routes worden ingezet worden ook wel oceaanlijners genoemd.
Deze zeer winstgevende handel begon in 1838 met de tewaterlating van de Great Western, een schip ontworpen door Isambard Kingdom Brunel van de Great Western Railway Co.. In de loop van de tijd verschenen er steeds meer rederijen, onder andere de Cunard Line en de White Star Line.
Alleen de Cunard Line maakt in de zomermaanden nog regelmatig directe trans-Atlantische overtochten. Andere cruisemaatschappijen bieden weleens een soort "Atlantische overtocht" aan wanneer het noodzakelijk is een cruiseschip van het ene naar het andere vakantiegebied over te varen.